# Paolo Guerrini
Paolo Guerrini (Osimo, 11 gennaio 1939) è un funzionario e politico italiano.

## Biografia
Funzionario del Partito Comunista Italiano, entra per la prima volta in parlamento nel 1976, eletto nel collegio di Ancona. Nel 1979 viene eletto senatore (VIII legislatura). Nel 1983 è rieletto deputato. Ha fatto parte delle commissioni parlamentari Trasporti, Lavori pubblici, Affari delle Comunità Europee, Difesa, Industria e Commercio. Termina il proprio mandato parlamentare nel 1987.
Contrario alla svolta della Bolognina, aderisce a Rifondazione comunista. In seguito alla scissione del PRC del 1998 è fra i fondatori del Partito dei Comunisti Italiani.
In quota PdCI viene nominato Sottosegretario di Stato per la Difesa nel primo e del secondo Governo di Massimo D'Alema. Nell'aprile 2000 diviene, invece, sottosegretario alla Previdenza sociale nel secondo governo di Giuliano Amato, restando in carica fino alla primavera 2001.